# Past Masters

Past Masters

Past Masters en Mono Masters zijn twee verzamelalbums van The Beatles die op 9 september 2009 verschenen als onderdeel van respectievelijk The Beatles Stereo Box Set en The Beatles in Mono. Past Masters is ook als aparte cd verschenen.
De albums voegen de eerdere verzamelalbums Past Masters, Volume One en Past Masters, Volume Two samen tot één dubbel cd. Er zijn wel enkele veranderingen toegevoegd.
Op Past Masters zijn de tracks From Me to You en Thank You Girl, die alleen in een mono versie bestonden, gecompileerd in stereo.
Aan Mono Masters zijn de tracks Only a Northern Song, All Together Now, Hey Bulldog en It's All Too Much toegevoegd. Ook Across the Universe heeft een andere mono mix. Deze tracks waren oorspronkelijk bedoeld voor een 7"-ep, maar deze is nooit verschenen. De eerste vier nummers zijn in een andere versie wel eerder verschenen op Yellow Submarine dat niet in de mono box is inbegrepen.

## Hitnotering
| "Past Masters" in de Nederlandse Album Top 100 - binnen: 26-09-2009 | "Past Masters" in de Nederlandse Album Top 100 - binnen: 26-09-2009 | "Past Masters" in de Nederlandse Album Top 100 - binnen: 26-09-2009 |
| Week                                                                | 01                                                                  |                                                                     |
| ------------------------------------------------------------------- | ------------------------------------------------------------------- | ------------------------------------------------------------------- |
| Nummer                                                              | 90                                                                  | uit                                                                 |